# Polska Lewica
Pools Links (PL) (Pools: Polska Lewica) is een kleine, linkse partij die in 2008 in Polen werd opgericht als afsplitsing van de Alliantie van Democratisch Links (SLD). De directe aanleiding was het feit dat de partijleiding van de SLD had geweigerd voormalig partijleider en oud-premier Leszek Miller een plaats te geven op de kieslijst van de coalitie Links en Democraten (LiD) voor de verkiezingen van 2007, waarop Miller uit de partij was gestapt, zich vervolgens kandidaat stelde namens de partij Samoobrona en tevens de oprichting van een nieuwe partij aankondigde. Op 5 januari 2008 vond het oprichtingscongres van Polska Lewica plaats en Miller werd tot voorzitter gekozen.
De partij heeft in de Poolse politiek nooit een substantiële rol kunnen spelen. Miller zelf verliet de partij in januari 2010 en keerde terug naar de SLD, waarvan hij een jaar later voorzitter zou worden. Zijn opvolger, oud-parlementslid Jacek Zdrojewski, werd in 2011 gearresteerd op verdenking van corruptie, maar werd enkele dagen later desondanks herkozen door partijvoorzitter. Sinds 2013 maakt de partij met enkele andere kleine partijen (waaronder de Partij van de Regio's en aanvankelijk ook de socialistische PPS) deel uit van een coalitie genaamd Zmiana ("Verandering"). 